# Esteban Plaza
Esteban Plaza Mira es un ciclista profesional español, nacido en La Carolina (provincia de Jaén) el 9 de mayo de 1986.
Como amateur fue segundo en el campeonato de España sub-23 de 2007.
Debutó como profesional con el equipo Andalucía-Cajasur en el 2009.

## Palmarés
No ha conseguido victorias como profesional.

## Equipos
- Andalucía-Cajasur  (2009)
- Keith Mobel-Partizan (2014-2015)